# Sergey Iosifovich Paradzhanov
Sergey Parajanov (tiếng Nga: Сергей Иосифович Параджанов, tiếng Armenia: Սարգիս Հովսեփի Փարաջանյան; tiếng Gruzia: სერგეი (სერგო) ფარაჯანოვი, Sargis Hovsepi Parajanyan; tiếng Ukraina: Сергій Йосипович Параджанов, Serhiy Yosypovych Paradzhanov; Sergey Iosifovich Paradzhanov; thường được phát âm như Paradzhanov hay Paradjanov) (9 tháng 1, 1924 - 20 tháng 7, 1990) là một nhà điện ảnh nổi tiếng của Liên Xô (nay là Armenia).